# Cases del Tenor Francesc Viñas
Les Cases del Tenor Francesc Viñas són una obra del municipi de Moià (Moianès) inclosa en l'Inventari del Patrimoni Arquitectònic de Catalunya.

## Descripció
Conjunt arquitectònic de tres cases que pertanyien al tenor Francesc Viñas i Dordal. La de l'extrem dret té un interessant voladís sobre teulada. La de l'extrem esquerre és una torre feta de pedra amb esgrafiats en els dintells de les finestres i balcó també de pedra aixecat damunt de mènsules amb volutes. Hi ha un portal senzill i una torre aixecada al costat amb terrassa a la part superior.
Els jardins contenen diversos elements interessants. Sobretot cal destacar el colomar d'estil modernista que té una torreta adossada i els teulats amb ceràmica vidriada. Té molts elements de ferro forjat, destacant les finestres amb ornamentació floral. Combina maó amb arrebossat.
Envoltant el jardí queden restes d'una barana amb formes corbes, de trencadís de ceràmica que alterna rajoles amb tons marronosos i blancs. Finalment hi ha un conjunt escultòric de tres figures relacionades amb personatges o elements d'òperes de Wagner que el tenor Viñas havia representat.

## Història
A la casa del mig es veuen escrits a la façana diversos noms de músics. Són totes torres construïdes durant el segle xx.
El jardí del tenor Viñas fou adecentat als voltants de 1900 i va conéixer una remodelació els anys 1956-60, promoguda per Jacint Vilardell, gendre del tenor. Del primer jardí, queden restes de la barana, les capelletes (ambdues atribuïdes a Gaudí) i el colomar (atribuït a Puig i Cadafalch). Amb la remodelació van desaparèixer alguns elements i se n'afegiren de nous, com el grup escultòric ja esmentat.